# Artifex Pereo
Artifex Pereo — американський рок-гурт з Луїсвілля, штат Кентуккі, створений 2008 року. Гурт випустив два незалежних релізи перед підписанням контракту з лейблом Tooth &amp; Nail Records. У 2014 році гурт випустив дебютний студійний альбом під назвою Time in Place, який потрапив у два чарти Billboard.

## Бекграунд
Artifex Pereo родом з Луїсвілля, штат Кентуккі, і вони сформувалися як гурт у 2008 році. Назва гурту походить від фрази «Qualis artifex pereo», знаменитих останніх слів римського імператора Нерона. З латинської мови це перекладається як «зі мною вмирає митець», «artifex» означає художник, а «pereo» означає гине.

## Музика
У квітні 2014 року гурт підписав контракт із Tooth &amp; Nail Records, а наступного місяця випустив дебютний студійний альбом.
Самостійна робота
18 липня 2009 року гурт випустив перший музичний проєкт під назвою Am I Invisible EP. Мініальбом створив гітарист Джордан Хейнс у своєму підвалі.
Перший альбом гурту вийшов 23 липня 2011 року під назвою Ailments & Antidotes. Альбом спродюсував Кріс Краммет, але вони не змогли провести музичний тур, оскільки втратили засновника та головного вокаліста Евана Редмона.
Проміжна робота
Гурт знайшов ще одного вокаліста, уродженця Портленда, штат Орегон, Лукаса Ворлі. Ворлі переїхав до Луїсвілля, щоб бути з групою, що дозволило їм час від часу гастролювати. Гурт розпочав роботу над другим альбомом із Крамметтом у кріслі продюсера взимку 2013 року. Роботу над цим альбомом зрештою підхопив лейбл Tooth & Nail Records, з яким вони підписали контракт, що призвело до створення дебютного студійного альбому.
Студійні альбоми
27 травня 2014 року Artifex Pereo випустили дебютний студійний альбом під назвою Time in Place з Tooth & Nail Records. Він потрапив у два чарти Billboard, а саме Christian Albums під № 26 і № 17 у Heatseekers Albums. Коли гурт підписав контракт з Tooth & Nail Records на початку квітня 2014 року, вони випустили перший сингл «Hands of Penance». Приблизно через місяць вийшов «Apeiron» другий сингл з альбому. Однак обидва ці головні сингли не потрапили в чарти Billboard за продажами чи трансляціями.

## Склад гурту
- Юджин Баркер (з 2008) — бас-гітара
- Джеремія Брінкворт (з 2008) — клавішні
- Джеймі Девіс (з 2008) — гітара, вокал
- Джордан Хейнс (з 2008) — гітара
- Корі Івз (з 2008) — ударні
- Еван Редмон (2008–2012) — вокал
- Лукас Ворлі (з 2013) — головний вокал

## Дискографія

### Студійні альбоми
| Назва         | Деталі альбому                                                                     | Пікові позиції в чартах | Пікові позиції в чартах |
| Назва         | Деталі альбому                                                                     | US CHR                  | US HEAT                 |
| ------------- | ---------------------------------------------------------------------------------- | ----------------------- | ----------------------- |
| Time in Place | - Випущено: 27 травня 2014 - Лейбл: Tooth & Nail - CD, цифрове завантаження        | 26                      | 17                      |
| Passengers    | - Випущено: 9 вересня 2016 - Лейбл: Tooth & Nail - CD, вініл, цифрове завантаження | 10                      | —                       |